# Toontown Online
《Disney's Toontown Online》，通称《Toontown Online》、《Toontown》，是一款基于卡通动物世界的三维大型多人在线角色扮演游戏，由迪士尼公司出版。该游戏是最先为孩子设计的三维大型多人在线游戏之一。它在2003年对公众开放，最后在2013年下线。

## 设计与玩法

### 剧情
有一天，史高治·麦克老鸭来到吉罗的实验室寻找吉罗，发现一个高大的机器人。不顾机器人身上的“DO NOT TOUCH!”标签，史高治接上了机器人内的蓝色和红色的电线，启动了它。机器人启动输送带，制造出无数的商业型机器人，称为Cogs，并给他们下令占领Toontown。史高治惊呆了，后悔自己所作。此后史高治的去向不明。

## 社区

### 下线
在2013年8月20日，《Toontown》官网发布游戏将于2013年9月19日下线的新闻。迪士尼发表声明称他们“在转向发展重点至其它在线和手机玩乐体验，比如企鹅俱乐部和一系列正在增长迪士尼手机应用”。